# Centropogon hirtiflorus
Centropogon hirtiflorus là loài thực vật có hoa trong họ Hoa chuông. Loài này được Drake mô tả khoa học đầu tiên năm 1889.